# Афанасьев, Александр Николаевич
О генерале см. Афанасьев, Александр Николаевич (генерал)
Алекса́ндр Никола́евич Афана́сьев  (12 [24] июля 1826 — 23 сентября [5 октября] 1871) — русский собиратель фольклора, исследователь духовной культуры славянских народов, историк и литературовед. Камер-юнкер.
В исследовательских трудах Афанасьева в рамках устаревшей «мифологической» теории поэтизировалась искусственно сконструированная солнечная мифология древних славян. Автор фундаментального труда «Поэтические воззрения славян на природу» (1865—1869), в котором наиболее последовательно выражена славянская кабинетная мифология.

## Биография
Родился в Богучаре Воронежской губернии, согласно архивным данным 12 (24) июля 1826 года: «города Богучара у титулярного советника Николая Иванова сына Афанасьева от жены Варвары Михайловны родился сын Александр». Его отец служил в Богучарском земском суде и в декабре 1828 года получил должность уездного стряпчего в Боброве, где прошли детство и юность Александра Афанасьева. В семье было семеро детей. Мать умерла рано, и воспитание дети получили от отца, который высоко ценил образование и привил эту любовь детям.
До 1837 года, когда он поступил в Воронежскую гимназию, получал домашнее образование под руководством педагогов уездного училища, а также местных священников. В 1844 году одним из лучших окончил гимназию и поступил на юридический факультет Московского университета, где в 1847 году под руководством К. Д. Кавелина приступил к самостоятельным научным занятиям и начал сотрудничать в литературных журналах Современник и Отечественные записки, где были напечатаны его первые литературоведческие статьи; 21 сентября 1848 года в присутствии министра народного просвещения С. С. Уварова прочитал лекцию «О влиянии государственного (самодержавного) начала на развитие уголовного права в XVI и XVII столетиях на Руси», которая была найдена слишком либеральной и по окончании университета со степенью кандидата Афанасьеву было отказано в возможности продолжать в нём дальнейшие научные занятия.

### 1849—1862 годы
После неудачных попыток найти место учителя законоведения преподавал в московском пансионе Эннеса русскую историю и словесность. В ноябре 1849 года поступил на службу в Московский главный архив Министерства иностранных дел; в 1856 году стал начальником отделения, а вскоре — правителем дел комиссии печатания государственных грамот и договоров, состоящей при архиве. В этой должности он работал до 1862 года. С 1859 года имел чин надворного советника.
Любитель старины, Афанасьев часто приобретал старинные рукописи и книги на рынке у Сухаревской башни; из находок получилась большая и ценная библиотека, из которой он черпал сведения по истории русской культуры.
В журналах «Современник» (1849—1852), «Отечественные записки» (1850—1860), «Архиве историко-юридических сведений о России», издававшемся Калачовым, и некоторых других изданиях Афанасьев опубликовал более 68 статей; среди его работ:
- «Дедушка домовой», первое его мифологическое исследование («Архив» Калачёва, ч. 1);
- «Ведун и ведьма» (альманах «Комета», изд. Н. Щепкиным; отдельно, Москва, 1851);
- «Языческие предания об острове Буяне» («Временник общ. ист. и древ. росс.», 1858 г., № 9 — здесь он впервые развил свою натурмифологическую систему славянского мировоззрения);
- «Зооморфические божества у славян» («Отечественные записки», 1852 г., № 1—3);
- «Несколько слов о соотношении языка с народными поверьями» («Известия акад. наук по отд. рус. языка и словесности», 1853 г.);
- «Русские сатирические журналы 1769—1774 г.» («Отечественные записки», 1855 г., № 3, 4 и 6; отдельно, Москва, 1859 — до сих пор остаётся едва ли не лучшей монографией по истории литературы XVIII в.).

В 1858—1859 годах он издавал не нашедший достаточной поддержки журнал «Библиографические записки», где опубликовал:
- «Сатиры Кантемира»;
- «Н. И. Новиков»;
- «Литературная полемика прошлого столетия»;
- «Русская книжная торговля» и другие.

В 1860 году Афанасьев издал сборник «Русские народные легенды», который однако был изъят из продажи цензурой. Этот сборник включал 33 рассказа о жизни святых и Христа с точки зрения народа, некоторые оценки были нетрадиционны и расходились с оценками Русской православной церкви, вследствие чего он и был запрещён по настоянию Святейшего Синода.
Сказки с подобным содержанием, а также эротические сказки вошли в сборник «Заветные сказки», рукопись которого А. Н. Афанасьев тайно переправил в Европу. Этот или другой вариант рукописи сейчас хранится в Институте русской литературы РАН.

### С 1862 года
В конце 1850—1860-х годах — один из корреспондентов А. И. Герцена. После встречи (1862) с нелегально приехавшим в Россию В. И. Кельсиевым в квартире Афанасьева был произведён обыск, а сам он был привлечён по делу «О лицах, обвиняемых в сношениях с лондонскими пропагандистами» и уволен со службы. В 1864 году был освобождён от суда Сенатом с запрещением служить в государственных учреждениях.
Работал помощником секретаря Московской городской думы (с 1865), секретарём съезда мировых судей 2-го округа Москвы (с 1867), чиновником Коммерческого банка (с 1870).
Продолжал свои исследования: в «Библиотеке для чтения» (1864) появились его статьи:
- «М. С. Щепкин и его записки»;
- «Поэтические предания о светилах небесных».

В «Филологических записках» (1865) Афанасьев поместил:
- «Народные поэтические представления радуги»[11];
- «Сказка и миф».

Сотрудничал также в «Книжном вестнике».
Афанасьев был глубоким исследователем славянских преданий, верований и обычаев. В эти годы он закончил и издал главный труд своей жизни: «Поэтические воззрения славян на природу» (3 т., Москва, 1865—1869), в котором соединил и привёл в стройную систему всё написанное им прежде и всё наиболее важное, добытое трудами западных натур-мифологов. Это — фундаментальный труд, посвящённый историко-филологическому анализу языка и фольклора славян в связи с языком и фольклором других индоевропейских народов.
По предложению П. И. Бартенева 25 января 1864 года был избран действительным членом Общества любителей российской словесности.

### Последние годы
В последние годы Афанасьев обратился к теме сказок в русском фольклоре, разбив их на детские и взрослые. Его последние труды:
- «Русские детские сказки» (2 ч., Москва, 1870; 2-е изд., Москва, 1886), изданные также за рубежом
- «Русские заветные сказки», русские народные сказки эротического содержания; впервые изданы в Женеве в конце XIX века. Вместо реального наименования издателя на ней значилось: «Валаам. Типарским художеством монашеской братии. Год мракобесия» и имелась пометка: «Отпечатано единственно для археологов и библиофилов в небольшом количестве экземпляров». В России эта книга впервые издана лишь в 1992 году. Эпиграфом к ней вынесена цитата (правда, вырванная из контекста) из сказки «Странные имена»:

Что за стыдно? Украсть — стыдно, а сказать — ничего — всё можно.
Умер от чахотки 23 сентября (5 октября) 1871 года, в возрасте 45 лет. Похоронен на Пятницком кладбище в Москве.

## Семья
- Сестра А. Н. Афанасьева была замужем за Германом Фёдоровичем Аммоном.

## Исследовательский подход
Для своего времени А. Н. Афанасьев был выдающимся собирателем фольклора. Исследователи отмечали важные достоинства «Поэтических воззрений славян на природу»: объём эмпирического материала и его систематизацию.
Направление, взятое А. Н. Афанасьевым и Ф. И. Буслаевым, подвергли резкой критике Н. Г. Чернышевский и Н. А. Добролюбов. Они указали на оторванность их теоретических построений от жизни и интересов народа, на недопустимость механических сопоставлений совершенно разнородных явлений, на шаткость и неубедительность выводов. А. Н. Афанасьев отвечал на критику Н. Г. Чернышевского.
Ошибочность методологических посылок Афанасьева стала очевидна уже к концу XIX века. Крупнейший русский и советский этнограф Д. К. Зеленин писал по этому поводу: 

Старая работа А. Н. Афанасьева «Поэтические воззрения славян на природу» в своё время имела большое значение, однако давно уже утратила всякую научную ценность. А. Н. Афанасьев был наиболее последовательным сторонником мифологической школы, возводившей всё земное к небесному началу. Теории Гримма, Шварца и Макса Мюллера доведены им до крайности. В своих работах Афанасьев использовал статьи из малодоступных русских провинциальных изданий, однако даже пользоваться его трудами только как собранием материалов не рекомендуется, так как он не всегда разграничивает объективное изложение фактов и собственные выводы.
М. К. Азадовский замечал, что Афанасьев подгонял различные явления народной жизни и поэзии к заранее данным схемам мифических представлений.
В. Я. Пропп отмечал, что уровень Афанасьева как исследователя фольклора и мифологии был невысоким. В исследовательских трудах Афанасьева поэтизировалась искусственно сконструированная солнечная мифология древних славян. Исходя из своей общей теории происхождения народной поэзии из мифа, Афанасьев объявляет некоторые славянские народные праздники остатками религии поклонения солнцу. Эта так называемая «мифологическая» теория, как показали позднейшие исследования, ошибочна, однако в ранний период развития исследований она имела многих сторонников как в Западной Европе, так и в России.
Как замечает А. Л. Топорков, Афанасьев «не столько реконструировал древнюю мифологию, сколько завершал её строительство, прерванное введением христианства. Создавая величественную картину славянских языческих верований, Афанасьев выступает не столько как исследователь, но и как сотворец, продолжатель мифологического процесса».
Со временем стала очевидна ошибочность и многих лингвистических выводов и сопоставлений Афанасьева.
В работе «Поэтические воззрения славян на природу» обильно цитируются известные подделки и мистификации: Краледворская рукопись, глоссы Вацерада, «Белорусские народные предания» Павла Шпилевского (Древлянского).
В работе наиболее последовательно выражена славянская кабинетная мифология. В один ряд с подлинными богами Афанасьев ставил таких, отнесение которых к богам, а в ряде случаев и само наличие которых в традиции сомнительно: Белобог, Вазила, Весна, Горыня, Жыж, Жыцень, Зирка, Зюзя, Купала или Купало, Лада или Ладо, Лето, Леля, Масленица, Овсень, Цеця, Чур, Ярила или Ярило. Афанасьев основывался на материале Древлянского, составившего описания «богов», содержащие большое число фантастических деталей и не принимаемые большинством исследователей.
Все вышеперечисленные недостатки не помешали тому, что труды Афанасьева в области славянской мифологии остаются весьма популярными и в новейшее время — как среди исследователей, так и среди массового читателя. Академик В. В. Иванов считал, что Афанасьев прозорливо предугадал, не имея в наличии доказательств, многие научные выводы, которые будут сделаны впоследствии. Теория Афанасьева оказала значительное влияние на формирование влиятельной в наши дни теории «основного мифа». В то же время работы Афанасьева пользуются большой популярностью и у представителей псевдонауки, пишущих о славянской мифологии.

## Список произведений
- Ведун и ведьма / Соч. А. Н. Афанасьева. — М.: тип. А. Семена, 1851. — 78 с.
- Мифическая связь понятий: Света, зрения, огня, металла, оружия и жолчи / [А. Афанасьев]. — М.: тип. А. Семена, 1854. — [2], 16 с.
- Русские сатирические журналы 1769—1774 годов: Эпизод из истории рус. лит. прошлого века / Соч. А. Афанасьева. — Москва: тип. Э. Барфкнехта и К°, 1859. — [4], 282, [1] с.
- Народные русские легенды, собранные А. Н. Афанасьевым. — М.: Н. Щепкин и К. Солдатенков, 1859 (обл. 1860). — XXXII, 204, II с.
  - Народные русские легенды / А. Н. Афанасьев; Ред. и предисл. прив.-доц. С. К. Шамбинаго. — Москва: Соврем. пробл., 1914. — 316 с.
  - Народные русские легенды А. Н. Афанасьева. — Новосибирск, 1990.
- О русском переводе Сказок Гриммов: Ст. И. М-ка. — СПб., 1864. — 14 с.
- Сказка и миф: Ст. А. Н. Афанасьева. — Воронеж: тип. В. Гольдштейна, 1864. — 68 с.
- Народные поэтические представления радуги: Ст. А. Н. Афанасьева. — Воронеж: тип. В. Гольдштейна, 1865. — [2], 14 с.
- Наузы: Пример влияния яз. на образование нар. верований [и] обрядов: Археологич. исследование А. Афанасьева. — Москва: тип. В. Грачева и К°, 1865. — 28 с.
- Поэтические воззрения славян на природу. — 1-е изд. — М.: Изд. К. Солдатенкова.
  - Том первый. — 1865. — 804 с.
  - Том второй. — 1868. — 784, IV с.
  - Том третий. — 1869. — VII, 842 с.
- Народные русские сказки А. Н. Афанасьева. Т. 1. — «Academia», 1936; Т. 2. — Гослитиздат, 1938; Т. 3. — Гослитиздат, 1940.
  - Народные русские сказки. Из сборника А. Н. Афанасьева. Тексты для настоящего издания отобраны В. П. Аникиным; Вступит. статья и словарь малоупотребительных и областных слов В. П. Аникина. — М. Худож. лит., 1982. — 319 с. (Тексты печатаются по изданию 1958 года. Тираж 1 400 000 экз. Цена 1р. 70 к.)
  - Народные русские сказки А. Н. Афанасьева в трёх томах / Издание подготовили Л. Г. Бараг и Н. В. Новиков. — М.: Наука, 1984—1985. — Т. 1—3. — 511+465+495 с. — (Литературные памятники). — 50 000 экз.
- Древо жизни: Избранные статьи. — М.: Современник, 1983. — 464 с. — (Б-ка «Любителям российской словесности»). — 75 000 экз.
- Афанасьев А. Н. Славянская мифология. — М.: Эксмо; СПб.: Мидгард, 2008. — 1520 с. — (Гиганты мысли). — ISBN 978-5-699-27982-1; 5-91016-014-3.
- Происхождение мифа: Статьи по фольклору, этнографии и мифологии. — М., 1996.
- Народные русские сказки не для печати, заветные пословицы и поговорки, собранные и обработанные А. Н. Афанасьевым. 1857—1862 / РАН Институт русской литературы (Пушкинский дом); Издание подготовили: О. Б. Алексеева, В. И. Ерёмина, Е. А. Костюхин, Л. В. Бессмертных. — М.: Ладомир, 1997. — 736 с.: ил.